# Liste der Monuments historiques in Thiais
Die Liste der Monuments historiques in Thiais führt die Monuments historiques in der französischen Gemeinde Thiais auf.

## Liste der Bauwerke
| Bezeichnung                       | Beschreibung | Standort                          | Kennzeichnung | Schutzstatus | Datum     | Bild           |
| --------------------------------- | ------------ | --------------------------------- | ------------- | ------------ | --------- | -------------- |
| Kirche St-Leu-St-Gilles           |              | Place de l’Église (Lage)          | PA00079910    | Inscrit      | 1929      | weitere Bilder |
| Maison du manufacturier Gilardoni |              | 9, boulevard de Stalingrad (Lage) | PA94000018    | Inscrit      | 2004 2007 | weitere Bilder |
| Petit pavillon du Premier Empire  |              | 49, avenue René-Panhard (Lage)    | PA00079911    | Inscrit      | 1929      |                |

## Liste der Objekte
- Monuments historiques (Objekte) in Thiais in der Base Palissy des französischen Kultusministeriums